# Circunvalación Sur de Albacete
La circunvalación Sur de Albacete es una autovía de titularidad estatal que circunvala por el sur la ciudad española de Albacete.
Une en más de 10 km la carretera de Jaén (autovía Linares-Albacete, A-32) con la autovía de Murcia (A-30). Tiene una velocidad máxima de 120 kilómetros por hora, dos carriles por sentido, arcén y mediana. El trazado cuenta con tres pasos superiores y once inferiores. Cierra el cinturón de autovías que rodea a la ciudad, formando parte de la autovía Linares-Albacete (A-32).
La autovía tiene tres accesos y salidas (enlaces): en la actual N-322 (autovía Linares-Albacete, A-32), a la altura de la urbanización Los Cazadores; en la autovía de Los Llanos, y en la autovía de Murcia (A-30), con acceso también a la nacional N-301.
Tras una inversión de 72 millones de euros, fue inaugurada oficialmente por el Ministerio de Transportes, Movilidad y Agenda Urbana el 3 de noviembre de 2021.

## Enlaces
| Elemento | Sentido Albacete (sur) (ver de arriba abajo) | Número de Salida | Sentido Albacete (oeste) (ver de abajo arriba) | Carretera que enlaza |
| -------- | -------------------------------------------- | ---------------- | ---------------------------------------------- | -------------------- |
|          | Albacete (Oeste) continúa por A-32           |                  | Linares - Bailén continúa por N-322            | N-322                |
|          | Albacete Madrid                              | 218              | Albacete Madrid                                | N-322 A-31           |
|          | Albacete - aeropuerto Peñas de San Pedro     | 223              | Albacete - aeropuerto Peñas de San Pedro       | CM-3202              |
|          | Tobarra - Murcia                             | 228              |                                                | A-30                 |
|          | A-30 Alicante A-31 Madrid                    |                  | Linares - Bailén - Úbeda                       | A-30                 |